# Бакал Анатолій Іванович
Анато́лій Іва́нович Бакал (18 серпня 1972 — 28 січня 2015) — сержант Збройних сил України, учасник російсько-української війни.

## Короткий життєпис
Головний сержант роти, 40-й окремий мотопіхотний батальйон — 17-та окрема танкова бригада.
Брав участь у боях за Іловайськ, вийшов з оточення. 28 січня 2015-го загинув під час вчиненого терористами мінометного обстрілу позицій підрозділу під Дебальцевим.
Похований у селі Свистунове 4 лютого 2015-го. Без Анатолія лишилися батьки, донька та брат.

## Нагороди та вшанування
- Указом Президента України № 282/2015 від 23 травня 2015 року, «за особисту мужність і високий професіоналізм, виявлені у захисті державного суверенітету та територіальної цілісності України, вірність військовій присязі», нагороджений орденом «За мужність» III ступеня (посмертно)[1].
- Нагороджений «Іловайським Хрестом» (посмертно).
- Вшановується в меморіальному комплексі «Зала пам'яті», в щоденному ранковому церемоніалі 28 січня[2][3].